# Freeez
I Freeez sono stati un gruppo musicale dance britannico attivo nella prima metà degli anni ottanta.

## Formazione
- John Rocca - voce
- Peter Maas - basso
- Andy Stennet - tastiere
- Paul Morgan - batteria

## Discografia
Album studio
- 1981 - Southern Freeez
- 1983 - Gonna Get You
- 1983 - I.O.U.
- 1984 - Idle Vice